# Martin Christian Luther
Martin Christian Luther (* 14. Apriljul. / 26. April 1883greg. in Reval; † 12. März 1963 in München) war ein deutschbaltischer Unternehmer. Er war einer der führenden estländischen Industriellen der Zwischenkriegszeit.

## Leben und Unternehmertum
Martin Christian Luther wurde als Sohn des deutschbaltischen Industriellen Christian Wilhelm Luther (1857–1914) und seiner Ehefrau Helen Luther (geborene Greiffenhagen) in der estnischen Hauptstadt Tallinn (deutsch Reval) geboren. Sein Ururgroßvater Georg Christian Luther war 1742 vom schlesischen Breslau nach Tallinn ausgewandert und hatte den Grundstein für das erfolgreiche Familienunternehmen in Estland gelegt.
Martin Christian Luther besuchte zunächst die Oberrealschule (damals Ревельское Петровское Реальное училище) in Tallinn und studierte von 1902 bis 1904 in Hamburg. Daneben erhielt er eine Ausbildung in England und Frankreich.

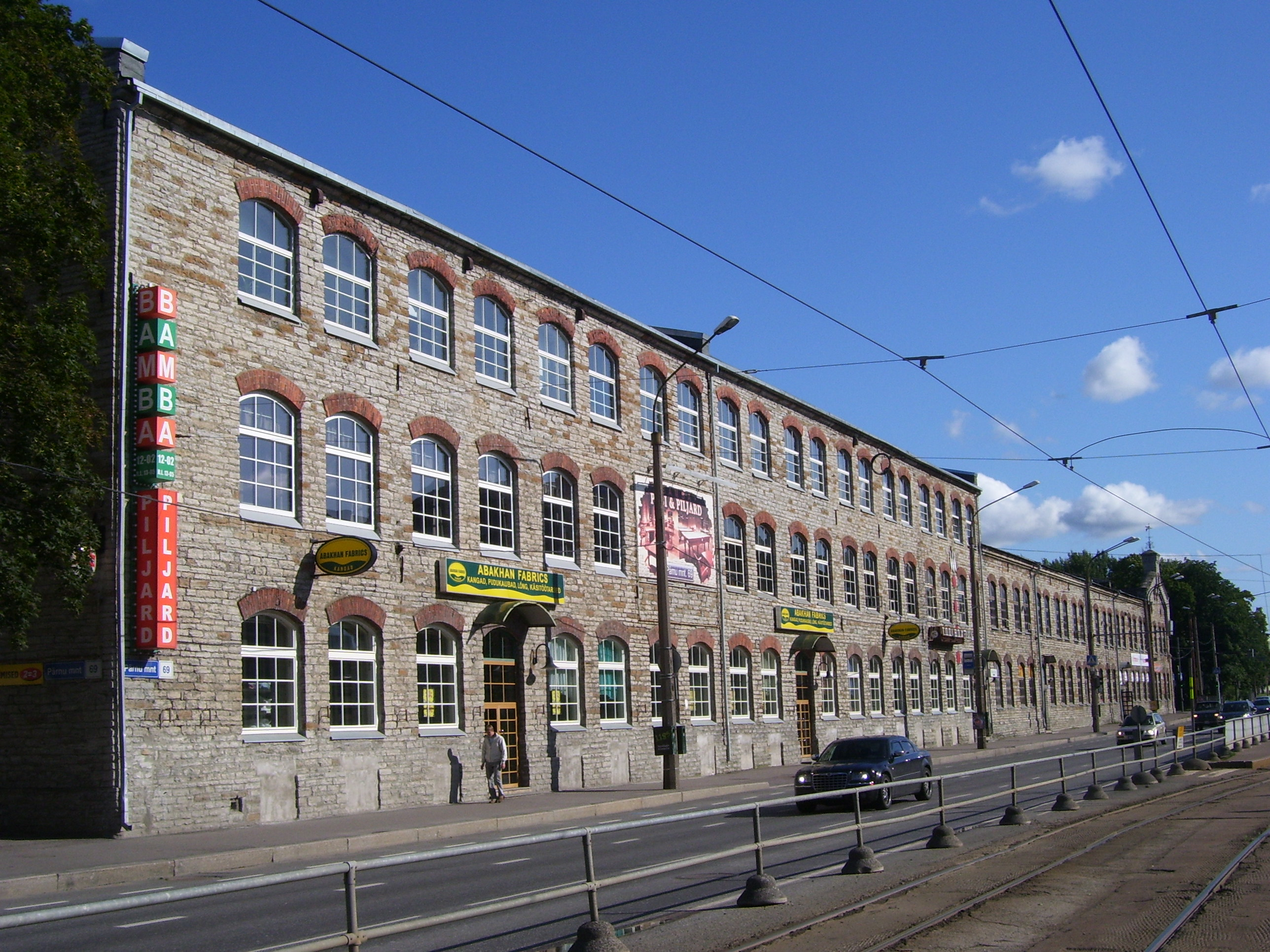
Die ehemaligen Fabrikgebäude der Möbelfirma A. M. Luther im Tallinner Stadtbezirk Veerenni

Anschließend war er bei der Aktiengesellschaft A. M. Luther tätig, die sein Vater Christian Wilhelm Luther und sein Onkel Carl Wilhelm Luther (1859–1903) im Jahr 1898 gegründet hatten. Die Furnierholz-Fabrik war einer der größten Unternehmen in Estland und führend in der Möbelherstellung. Martin Christian Luther stand für den weiteren Expansionskurs der Firma und die Erschließung von neuen Märkten im Ausland.
Ab dem Tode seines Vaters 1914 war Martin Christian Luther Miteigentümer und Direktor der Möbelfabrik. 1915 gründete er mit der Firma Faner ein Tochterunternehmen im finnischen Lohja. In Bolderāja (Bolderaa) bei Riga hob er das Unternehmen Lignum für den lettischen Markt aus der Taufe.
Daneben war er an zahlreichen anderen Unternehmen beteiligt, wie beim Tabakkonzern Laferme und der estnischen Fluglinie Aeronaut. Er war Miteigentümer der 1897 in London gegründeten englischen Möbel- und Vertriebsfirma Venesta Ltd. und bis 1939 Aufsichtsratsmitglied der Ende des 19. Jahrhunderts gegründeten „Baltischen Baumwollspinnerei und Weberei AG“ (Balti Puuvilla Ketramise ja Kudumise Vabrik AS).
Martin Christian Luther stand zahlreichen estnischen Wirtschaftsverbänden vor. Von 1917 bis 1938 war er Präses der 1917 gegründeten Estnischen Fabrikantenverbandes. Von 1925 bis 1933 fungierte Luther als Vorsitzender der Abteilung Großindustrie bei der estnischen Handels- und Industriekammer. Später war er Mitglied des Plenums der Handels- und Industriekammer. Daneben war Luther Aufsichtsratsmitglied der Estnischen Zentralbank (Eesti Pank) sowie des 1884 gegründeten privaten Bankhauses G. Scheel & Co. Luther war letzte Ältermann der Großen Gilde in Reval. Er war gleichzeitig Präses des Kirchenrats der St. Nikolaikirche in Tallinn und Commodore des Estländischen See-Yacht-Clubs.

## Politiker
Luther war auch politisch aktiv. Als Vertrauensmann der estnischen Regierung nahm er als Sachverständiger an internationalen Konferenzen und 1926 an der Sitzung des Völkerbunds teil. Als Vertreter der deutschbaltischen Minderheit wurde Luther bei den Parlamentswahlen 1923 in das estnische Parlament (Riigikogu) gewählt. Er war Vorstandsmitglied und einer der drei Abgeordneten der Deutsch-baltischen Partei in Estland, verzichtete im selben Jahr aber auf sein Parlamentsmandat.

## Umsiedlung der Deutschbalten
Kurz nach Abschluss des Hitler-Stalin-Pakts vom 23. August 1939, der in seinem geheimen Zusatzprotokoll Estland der sowjetischen Interessensphäre überließ, wanderte Luther im Zuge der Umsiedlung der Deutschbalten im März 1940 aus dem Baltikum aus. Er lebte im Warthegau. Während der deutschen Besetzung Estlands kehrte er von 1941 bis 1944 zeitweise in seine Heimat zurück, bevor er sich endgültig in Deutschland niederließ.
Damit endete auch die über 150-Jährige unternehmerische Tätigkeit der Familie Luther im Baltikum. Mit der folgenden sowjetischen Besetzung Estlands wurden die Betriebe verstaatlicht und als planwirtschaftliche Einheiten weitergeführt.
Nach Wiedererlangung der estnischen Unabhängigkeit versuchten die Ehefrau von Luthers Sohn, Dorothea Luther, sowie sein Enkel Yens Marsen Luther mehrere ehemalige Firmengrundstücke wieder in ihr Eigentum zu bekommen. Sie scheiterten größtenteils mit ihren Klagen, erhielten aber eine Geldsumme als Abfindung.

## Privatleben
Martin Christian Luther heiratete im Januar 1909 in Tallinn Yvonne Sieger. Die Ehe wurde 1916 geschieden. Im Januar 1917 heiratete Luther in Tallinn seine zweite Ehefrau Franziska, geborene Varenhorst, geschiedene Irschick.